# Hypolepis ditrichomatis
Hypolepis ditrichomatis là một loài thực vật có mạch trong họ Dennstaedtiaceae. Loài này được R.C. Moran miêu tả khoa học đầu tiên năm 1990.